# Цветан Пешев (шахматист)
Цветан Цветков Пешев е български шахматист, участник в първенствата организирани от Международния комитет за тих шах за хора с увреден слух.

## Биография
Цветан Пешев е роден на 4 април 1936 г.

## Спортна кариера
Участва в представителния национален тим на България в първенства и шампионати организирани от Международния комитет за тих шах.

### Световен отборен шампионат на МКТШ
Участия на Цветан Пешев в световни отборни шампионати на МКТШ:
| Година | Организатор | Издание | Класиране  | Точки          | Състав                                                   |
| 1974   | Фредериция  | VІІ     | -во място  | 23 (9 рунда)   | Н. Мустакерски – B.Jacev – Ц. Пешев – К. Борисов         |
| 1978   | Оберстдорф  | VIII    | -то място  | 21 (9 рунда)   | Н. Мустакерски – B.Jacev – Ц. Пешев – К. Борисов         |
| 1990   | Вешпрем     | ХІ      | 4-то място | 21 (9 рунда)   | Ц. Пешев – B.Jacev – С. Стаменов – Л. Попов              |
| 1994   | Бърно       | ХІI     | 5-о място  | 20,5 (9 рунда) | Ц. Пешев – А. Недев – В. Георгиев – К. Петков – Л. Попов |
| 2006   | Ниредхаза   | XV      | 7-о място  | 20,5 (9 рунда) | В. Георгиев – Ц. Пешев – Н. Нинов – Г. Пенев             |

### Световно индивидуално първенство на МКТШ (за мъже)
| Година | Организатор | Издание | Класиране   | Точки          |
| 1992   | Единбург    | X       | 8-о място   | 5,5 (11 рунда) |
| 2004   | Маленте     | XIII    | 21-во място | 5 (11 рунда)   |

### Европейска клубна купа
| Година | Организатор | Издание | Класиране  | Точки          | Състав                                                     |
| 1993   | Хелзинки    | XI      | 5-о място  | 11 (5 рунда)   | Ц. Пешев – К. Петков – А. Недев – Л. Попов                 |
| 2003   | Киев        | XVI     | 4-то място | 16,5 (7 рунда) | В. Георгиев – Ц. Пешев – С. Стаменов – А. Тодоров          |
| 2005   | Пиещяни     | XVII    | -ро място  | 17 (7 рунда)   | В. Георгиев – Ц. Пешев – Г. Пенев – С. Стаменов – Н. Нинов |
| 2007   | Приморско   | XVIII   | 7-о място  | 15 (7 рунда)   | В. Георгиев – Ц. Пешев – А. Махлев – С. Иванов – Н. Нинов  |